# Скиделька
Ски́делька (Ски́делица, Скиделя́нка, Ски́далька, Скидля́нка) (бел. Скі́далька, Скі́даліца, Скідаля́нка) — река в Мостовском и Гродненском районах Гродненской области Белоруссии. Левый приток Котры (бассейн Немана).

## Описание
Река Скиделька начинается в 5 км к северо-востоку от деревни Заполье Мостовского района и впадает в Котору в 0,6 км к северо-западу от деревни Некраши Гродненского района.
На реке стоит город Скидель, на восточной окраине которого находится устье реки Спушанка — притока Скидельки. Река также сообщается с мелиорационными каналами.
Длина реки составляет 28 км. Площадь водосбора — 450 км². Средний наклон водной поверхности — 1,4 м/км.
Русло на протяжении 22,5 км, от истока до устья реки Спушанка, канализовано.

## Экологическая обстановка
В октябре 2017 года волонтёры из числа жителей города Скидель организовали акцию по очистке берегов реки от мусора.

## Приммечания
1. ↑  Таблица 4. Сводная характеристика рек с площадью водосбора ≥200 км² // Водные объекты Республики Беларусь. Справочник. Раздел 1. Реки. — Минск, 2010. — С. 529. — 530 с.
2. ↑  Постановление Совета Министров Республики Беларусь от 09.06.2008 №826 «О внесении изменений и дополнений в постановление Совета Министров Республики Беларусь от 20 февраля 2007 г. № 220». Стр. 5. Законодательство Беларуси на NewsBY.org. Дата обращения: 16 июля 2019. Архивировано из оригинала 20190716 года.
3. 1 2  В Скиделе волонтеры очистили берега реки Скидлянка от мусора. Новости Гродненского региона — газета «Перспектива» (20 октября 2017). Дата обращения: 16 июля 2019.
4. 1 2 3 4  Скі́далька // Блакітная кніга Беларусі : Энцыклапедыя / рэдкал.: Н. А. Дзісько і інш. — Мінск: БелЭн, 1994. — С. 335. — 10 000 экз. — ISBN 5-85700-133-1. (бел.)
5. ↑  Спуша́нка // Блакітная кніга Беларусі : Энцыклапедыя / рэдкал.: Н. А. Дзісько і інш. — Мінск: БелЭн, 1994. — С. 348. — 10 000 экз. — ISBN 5-85700-133-1. (бел.)
6. ↑  Агульная характарыстыка рачной сеткі Гродзенскай вобласці / Даведнік «Водныя аб’екты Рэспублікі Беларусь» (бел.). www.cricuwr.by. Дата обращения: 23 сентября 2015. Архивировано из оригинала 23 сентября 2015 года.